# Circus (zoologia)
Circus Lacépède, 1799 è un genere di uccelli rapaci della famiglia degli Accipitridi.

## Tassonomia
Il genere comprende le seguenti specie:
- Circus aeruginosus (Linnaeus, 1758) - falco di palude
- Circus spilonotus Kaup, 1847 - albanella orientale
- Circus spilothorax Salvadori & d'Albertis, 1875 - albanella della Nuova Guinea
- Circus approximans Peale, 1848 - albanella australiana
- Circus ranivorus (Daudin, 1800) - albanella africana
- Circus maillardi Verreaux, J, 1862 - albanella di Reunion
- Circus macrosceles Newton, A, 1863 - albanella del Madagascar
- Circus buffoni (J.F.Gmelin, 1788) - albanella alilunghe
- Circus assimilis Jardine & Selby, 1828 - albanella macchiata
- Circus maurus (Temminck, 1828) - albanella nera
- Circus cyaneus (Linnaeus, 1766) - albanella reale
- Circus hudsonius (Linnaeus, 1766) - albanella americana
- Circus cinereus Vieillot, 1816 - albanella cenerina
- Circus macrourus (Gmelin, SG, 1770) - albanella pallida
- Circus melanoleucos (Pennant, 1769) - albanella bianconera
- Circus pygargus (Linnaeus, 1758) - albanella minore